# Ronnie O'Sullivan
Ronald Antonio O'Sullivan (Wordsley, 5. prosinca 1975.) engleski je profesionalni igrač snookera.
Prvi century napravio je s 10 godina, a 147 s 15. Postao je profesionalac sa 16 u sezoni 1992./93. i pobijedio u prvih 74 od 76 dvoboja. Nosi nadimak Rocket Ronnie zbog brzog napretka na ljestvici i još brže igre za stolom. Osvojio je UK Championship 1993. točno tjedan dana prije osamnaestog rođendana, postavši najmlađi osvajač nekog rangirnog natjecanja. Najmlađi je pobjednik Mastersa u povijesti; osvojio ga je 1995. s 19 godina i 69 dana.
Dosad ima 1169 troznamenkastih breakova (nizeva) u karijeri, zaključno sa aktualnom sezonom. Rekordnih petnaest puta u karijeri napravio je maksimalan break od 147 bodova, uključujući i najbrži u povijesti u trajanju od 5 minuta i 20 sekundi.(video)
Ima sedam osvojenih svjetskih prvenstava, jednako kao i Stephen Hendry. Osvojio je ukupno 39 „velikih” rangirnih turnira i 3 novija koja imaju manji bodovni utjecaj na plasman.